# Diabetologija
Diabetologija je veja medicine (oz. endokrinologije), ki se ukvarja s Diabetes mellitusom oz. z zdravljenjem sladkorne bolezni. Poleg uravnavanja količine inzulina v krvi s pomočjo zdravil in kliničnim dodajanjem inzulina se diabetologija ukvarja tudi s preprečevanjem sladkorne bolezni (s spreminjanjem prehrane in življenjskega sloga). Poleg tega deluje tudi na področju posledic sladkorne bolezni (retinopatija, nefropatija, periferna nevropatija). 
Zdravnik-specialist, ki deluje na tem področju, se imenuje diabetolog.